# Geißdorf
Geißdorf war eine wüste Feldmark südlich der Gemeinde Wiesenburg/Mark, die im 21. Jahrhundert im Landkreis Potsdam-Mittelmark in Brandenburg liegt.

## Geografische Lage
Die Feldmark lag südlich von Schlamau, einem Ortsteil von Wiesenburg/Mark und dort südlich des Siedlungsplatzes Steindorf. Im Schmerwitzer Wildpark weisen die Flurnamen Alte Kirche Geßdorf und Geißdorf auf die Siedlung hin. Dort waren Spuren eines Fundaments nachweisbar, die zu einer Dorfkirche gehörten.

## Geschichte
Die erste urkundliche Erwähnung stammt aus dem Jahr 1419/1420 als zu Gerstorff. Die Dorfstätte war zu dieser Zeit vermutlich durch die Hussitenkriege wüst gefallen und gehörte vor(?) 1419/1420 der Familie von Thümen. Von dort kam Gorstorff vor 1487 an die Familie Brandt von Lindau aus Wiesenburg, die sie bis 1872 hielt. Die Feldmark ging im Schmerwitzer Wildpark auf und wurde nicht wieder besiedelt.